# La Course au jouet 2
Série
La Course au jouet
(1996)
Pour plus de détails, voir Fiche technique et Distribution.
La Course au jouet 2 (Jingle All the Way 2) est un film de Noël américain réalisé par Alex Zamm et sorti directement en vidéo en 2014. C'est la suite du film La Course au jouet (1996) mais n'a aucun lien direct.

## Synopsis
Larry, chauffeur de poids lourd, est en pleine course contre la montre. La veille de Noël, il doit à tout prix trouver le cadeaux que sa fille Noel, 8 ans, veut par dessus tout : l'ours parlant Harrison. Seulement voila, ce jouet est celui dont rêvent tous les enfants cette année et est en rupture de stock. Larry ne va reculer devant rien pour trouver ce jouet.

## Fiche technique
- Titre français : La Course au jouet 2
- Titre original : Jingle All the Way 2
- Réalisation : Alex Zamm
- Scénario : Stephen Mazur, William Robertson et Alex Zamm
- Producteurs : Michael Luisi et Vicky Sotheran
- Sociétés de production : WWE Studios, 20th Century Fox et Pace Pictures
- Société de distribution : 20th Century Fox
- Genre : comédie
- Pays de production :  États-Unis
- Langue originale : anglais
- Durée : 93 minutes
- Dates de sortie : 
  - États-Unis : 2 décembre 2014 (directement en vidéo)
  - France : 23 décembre 2014 (en VàD)

## Distribution
- Larry the Cable Guy : Larry
- Kennedi Clements (en) : Noel
- Anthony Carelli : Claude

## Production
Le tournage a lieu en Colombie-Britannique au Canada.